# Triphalangealer Daumen
Der Triphalangeale Daumen (TPT) ist eine seltene Fehlbildung mit einem aus drei Gliedern bestehenden Daumen mit einem zusätzlichen mittleren Fingerknochen (Mittelphalanx) wie die anderen Finger auch. Es handelt sich um eine präaxiale Form einer Polydaktylie.
Die Erstbeschreibung stammt aus dem Jahre 1559 durch Realdo Colombo in De Re Anatomica Libri XV. (Venedig, 1559), zitiert nach.

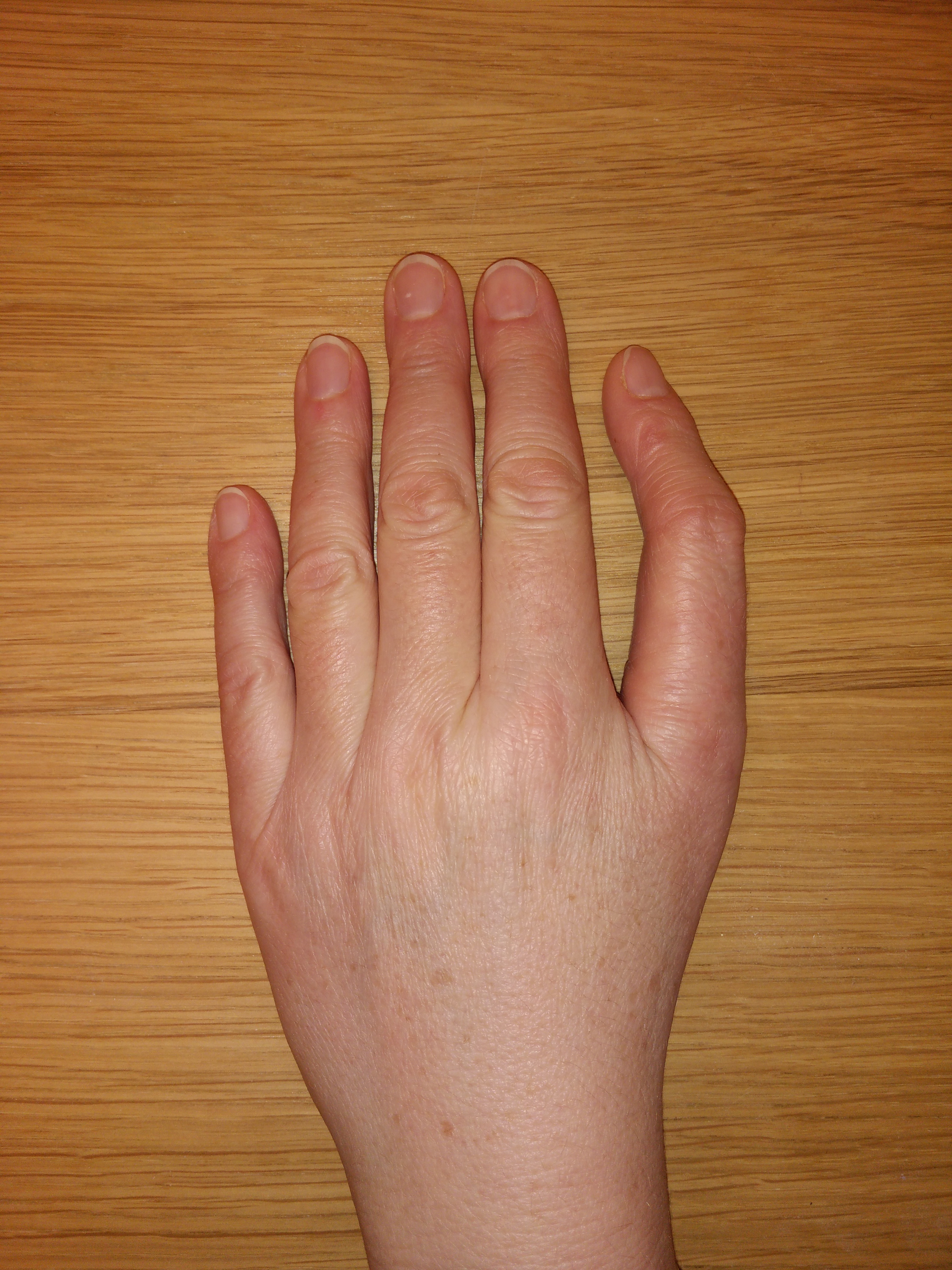
Daumen wie die anderen Finger aufgebaut

## Vorkommen
Die Veränderung kann isoliert, einseitig oder beidseitig vorkommen. Die Häufigkeit wird mit 1 zu 25.000 angegeben.
Häufig liegt ein Autosomal-dominanter Erbgang vor.

## Ursache
Ein dreigliedriger Daumen kann durch Störung der Embryonalentwicklung zwischen der 3. und 7. Woche verursacht werden.
Bei erblich bedingten Formen liegt in der Regel eine Mutation im LMBR1-Gen auf Chromosom 7 Genort q36.3 zugrunde, welches für ein Limb Development Membrane Protein kodiert.
Mutationen in diesem Gen finden sich auch bei:
- Eaton-McKusick-Syndrom
- Laurin-Sandrow-Syndrom[9]
- Polydaktylie des triphalangealen Daumens[10]
- SD4, Synonym: Polysyndaktylie Typ Haas[11]
- Acheiropodie

## Im Rahmen von Syndromen
Ferner kommt der dreigliedrige Daumen im Rahmen zahlreicher Syndrome vor:
- Aase-Syndrom
- Diamond-Blackfan-Syndrom
- Dihydantoin-Embryopathie
- DOOR-Syndrom
- Dreigliedriger Daumen-Polysyndaktylie-Syndrom
- Eaton-McKusick-Syndrom
- Fanconi-Syndrom
- Goodman-Syndrom[13]
- Holt-Oram-Syndrom
- Hypomelanosis Ito
- IVIC-Syndrom
- Juberg-Hayward-Syndrom
- LADD-Syndrom
- Nager-Syndrom
- Nonopposable Triphalangeal Thumb[14]
- Okihiro-Syndrom
- Poland-Syndrom
- Radiushypoplasie - triphalangeale Daumen - Hypospadie - Progenie - maxilläres Diastema[15]
- Say-Field-Coldwell-Syndrom, Synonym Daumen, triphalangeale - Patella-Dislokation[16]
- Thalidomid-Embryopathie
- Tibia-Hemimelie-Polysyndaktylie-triphalangealer Daumen-Syndrom, Synonym: Triphalangealer Daumen-Polysyndaktylie-Tibia-Hemimelie-Komplex[17]
- Townes-Brocks-Syndrom
- Tricho-rhino-phalangeale Dysplasie
- Triphalangeal Thumbs and Brachyectrodactyly[18]
- Triphalangeal Thumb with Double Phalanges[19]
- Trisomie 13
- Trisomie 22
- VACTERL-Assoziation
- Werner mesomeles Syndrom[20]

## Einteilung
Sporadische Formen sind meist einseitig, sehen weitgehend „normal“ aus und sind opponierbar. Das zusätzliche Mittelglied ist klein und kurz. Falls es eine dreieckige Form hat, kommt es zur Seitabweichung des Daumens. Eine Opposition des Daumens ist möglich.
Erbliche Formen sind beidseitig und der Daumen kann nicht opponiert werden. Oft ist hier das Mittelglied so groß wie bei anderen Fingern, der Daumen sieht wie ein Finger aus (Pentadaktylie).